# Muleba
Muleba es un valiato de Tanzania perteneciente a la región de Kagera.
En 2012, el valiato tenía una población de 540 310 habitantes, de los cuales 18 464 vivían en la propia kata de Muleba.
El valiato se ubica en la costa occidental del lago Victoria y su territorio abarca algunas islas de dicho lago como Ikuza y Bumbire. Por el suroeste también tiene costa en el lago Burigi. La localidad de Muleba se ubica en la costa del lago Victoria, unos 50 km al sur de la capital regional Bukoba sobre la carretera B8 que lleva a Kigoma.
En su territorio se produjo la epidemia de la risa de Tanganica de 1962.

## Subdivisiones
El valiato comprende las siguientes katas:
- Bisheke
- Biirabo
- Buganguzi
- Bulyakashaju
- Bumbile
- Burungura
- Goziba
- Ibuga
- Ijumbi
- Ikondo
- Izigo
- Kabirizi
- Kagoma
- Kamachumu
- Karambi
- Kasharunga
- Kashasha
- Kibanga
- Kimwani
- Kishanda
- Kyebitembe
- Magata Karutanga
- Mazinga
- Mubunda
- Muhutwe
- Muleba
- Muyondwe
- Ngenge
- Nshamba
- Ruhanga
- Rushwa